# Peter Michalík
Peter Michalík (* 15. září 1990, Bojnice) je slovenský šachový velmistr (GM). Od dubna 2016 přestoupil ze slovenského do českého šachového svazu.

## Tituly
V roce 2008 získala titul IM a v roce 2011 titul GM. První normu GM získal v české extralize v sezóně 2010/11 v barvách ŠK Zlín, když získal 6 bodů z deseti partií, přičemž porazil velmistry Zigurdse Lansu a Tomáše Petríka. Druhou normu získal na Mistrovství Evropy v Aix-les-Bains ve Francii, kde získal 5 bodů z 9 partií, přičemž porazil velmistry Vjačeslava Zacharova a Vasiliose Kontronise. Titul velmistra mu byl udělený na zasedání prezidentského výboru FIDE v prvním červnovém týdnu 2011.

## Soutěže jednotlivců
Byl mistrem Slovenska v kategoriích do 10 let (1999, 2000), do 12 let (2001, 2002) a do 16 let (2005).
Skončil třetí na IM turnaji v Ostravě v roce 2005, druhý na otevřeném turnaji ve Staré Pazově v roce 2009 a vyhrál turnaj Banícký kahanec v roce 2011 v Ostravě.

## Soutěže družstev
Dvakrát (2012 a 2014) reprezentoval Slovensko na šachových olympiádách, a osmkrát (2005, 2006, 2007, 2009, 2011, 2013, 2014 a 2015) na Mitropa Cupu. V roce 2010 reprezentoval klub ŠK Prievidza na Evropském poháru klubů v šachu.

### Šachové olympiády
Na dvou šachových olympiádách získal celkem 11,5 bodů z 21 partií.
| Rok  | Olympiáda | Místo    | Deska | ELO  | Počet bodů | Odehráno partií | pořadí na šachovnici | pořadí družstvo |
| ---- | --------- | -------- | ----- | ---- | ---------- | --------------- | -------------------- | --------------- |
| 2012 | 40.       | Istanbul | 3.    | 2508 | 6,0        | 11              | 40.                  | 30.             |
| 2014 | 41.       | Tromsø   | 3.    | 2586 | 5,5        | 10              | 54.                  | 37.             |

### Česká šachová extraliga
V České šachové extralize odehrála celkem 71 partií v sedmi sezónách v družstvech ŠK Zlín a TJ TŽ Třinec.
| Sezona  | Klub         | Elo  | Deska | Počet bodů | Odehráno partií | Procentuální úspěšnost |
| ------- | ------------ | ---- | ----- | ---------- | --------------- | ---------------------- |
| 2008/09 | ŠK Zlín      | 2405 | 7.    | 3,5        | 7               | 50,0 %                 |
| 2009/10 | ŠK Zlín      | 2446 | 5.    | 5,0        | 9               | 55,6 %                 |
| 2010/11 | ŠK Zlín      | 2471 | 3.    | 7,0        | 11              | 63,6 %                 |
| 2011/12 | ŠK Zlín      | 2511 | 2.    | 4,0        | 11              | 36,4 %                 |
| 2012/13 | TJ TŽ Třinec | 2508 | 2.    | 5,0        | 11              | 45,5 %                 |
| 2013/14 | TJ TŽ Třinec | 2576 | 1.    | 4,0        | 11              | 36,4 %                 |
| 2014/15 | TJ TŽ Třinec | 2571 | 2.    | 4,0        | 11              | 36,4 %                 |